# 鉄窓の中の天使
『鉄窓の中の天使』（てつまどのなかのてんし）は、1991年11月28日に日本テレビ系『木曜ゴールデンドラマ』枠で放送された読売テレビ製作の単発テレビドラマである。

## ストーリー
1991年の夏。森田鈴子（51歳）は娘の幸子に「私は実の母ではない」と言い残し心臓の持病で死去。鈴子から渡されたお守りに書かれた住所を手がかりに、田中清子（73歳）の自宅を訪れた幸子は、田中から「あなたが産まれた場所は、私が所長として、鈴子が看護師として勤務していた刑務所」「実の母は父を殺害した罪で服役していた」と聞かされる。実母の事を知りたいと願った幸子は、その足で女子刑務所を訪れると、住み込み看護師を募集していると知り、田中に保証人を依頼し採用される。その直後に幸子は、和歌の講師として出入りをする倉持駒子と知り合う。ある日、奥多摩へお墓参りをした幸子は、身寄りがない筈の鈴子の墓前にコスモスが供えられていたことに疑念を抱く。その直後、幸子の元へ誕生祝いとして駒子からコスモスの花束が届いた。

## キャスト
森田幸子
演 - 三田寛子
育ての母、鈴子が看護師だった事に影響を受け、看護学校を卒業し新宿の総合病院に看護師として就職。勤務医の木田と交際するが、妊娠初期に院長の娘との縁談を理由に捨てられ、周囲に告げぬまま中絶した過去を持つ（手術をした医師から『女児だった』と知らされる）。刑務所に再就職直後、女囚達の犯行の背後に男が絡んでいる事が多いと実感。同時に恵子の持つ状況を自身と重ね合わせ、胸を痛める。幼少期の記憶が欠落しており、鈴子から真実を告げられるまで思い出さなかった記憶が蘇生し始めた事と様々な情報から、駒子が実の母ではないかと気づくが…。のちに中絶への後悔と、貧しかったが心優しく愛情深い鈴子への思いから、身寄りをなくした時人の母になる決意をする。小学校入学頃までは「こうこ」と呼ばれていたが、周囲があまりにも読み違えるなどから「さちこ」に変更されたと打ち明けている。血液型はRHマイナスのo型。1966年秋生まれ。明るく前向きな性格。
倉持駒子
演 - 香山美子
幸子の勤務する刑務所の和歌クラブで講師をしている。21歳の頃、妊娠中に酒乱の夫を殺害。四年半の実刑判決を受け、服役中に幸子を出産。「1歳の誕生日まで刑務所内で育児が可能」という携帯乳児の制度を利用していた。刑期を終え出所後、5歳だった幸子と暮らし始めるも行き詰まりを感じ、半年後、かつて幸子を託していた施設の前に置き去りにしてしまう（その直後に、幸子は鈴子に引き取られている）。幸子から「私の生母ではないか？」気づかれ、問いただされるも一旦、否定。恵子から依頼を受け「命名は回文読みで」という実家のしきたりに沿って、恵子の産んだ男児に「時人」（ときと）と名付ける。のちに幸子に対して真実を打ち明け号泣。資産家と再婚後､幸子を探して回った事もあるが、鈴子の意思と田中の配慮などもあり、鈴子の死までは真実を知らされずにいた。幸子と親子の名乗りも上げるが、最終的には一緒に暮らしている様子は見られない。46歳。
斉藤素子
演 - 中島啓江
女子刑務所の医師で、幸子の上司にも当たる（1981年頃から勤務している様子）。受刑者たちと賛美歌を唄う事もある。戻って来たハルに対し、希望を持たせる為に嘘の検査結果報告をした。豪放で明るい性格。36歳。
村田ハル
演 - 園佳也子
女子刑務所の囚人でボス格。芝居小屋を経営し、各地を回っていたが、50代半ば頃から、団員だった若い役者に入れあげ、経営を破綻させた末、詐欺罪の常習犯となる（初入所は1983年頃　最終的には前科19犯となる）。一旦出所するも胃癌の進行などを悟り、自ら逮捕されるように仕向け、静江の出所と同時期に刑務所へ戻って来た。性格はひょうきんで明るく、皆にお芝居などを披露しており、幸子にも影響を与える。66歳。
和泉恵子
演 - 清水ひとみ
女子刑務所の囚人。既婚者として妊娠し、母子手帳などの交付も受けていたが、裏切った夫を殺害した罪で妊娠8ヶ月目頃から服役（幸子が採用された直後となる）。犯行に至った動機などから胎児と周囲を憎悪。幸子の勧めで和歌クラブに参加するが、家族愛を唄った万葉集を紹介した駒子を罵倒。駒子からの謝罪の意を伝えた幸子と口論になり、平手打ちを食らった日の夜、自棄になって床に体をぶつけ、大出血を引き起こしてしまう。手当をした幸子の説得等でこどもに対して愛情を抱くようになり、刑務所と提携している病院にて幸子の立ち会いの下、男児を出産。しかしその数日後に容態が急変し死去。身柄を引き受ける者がない為、刑務所内の墓地に無縁仏として葬られる。血液型はRHマイナスのo型で、出血時に幸子から輸血を受けている。30歳。
岸静江
演 - 新井尚子
覚醒剤取締法と未婚で出産した直後、こどもを殺害した罪で服役。薬物の禁断症状が発生していたが、ハルの影響で明るさを取り戻す。しかし殺人の動機となった男とは出所と同時に復縁。23歳。

## スタッフ
- 脚本：白鳥あかね
- 演出：澤田幸弘